# 埼玉県立入間わかくさ高等特別支援学校
埼玉県立入間わかくさ高等特別支援学校（さいたまけんりついるまわかくさこうとうとくべつしえんがっこう）は、埼玉県入間市小谷田にある公立特別支援学校。

## 概要
埼玉県内初となる、高等部の普通科と職業学科を併置する特別支援学校として、2016年に開校した。埼玉県立豊岡高等学校に統合され廃校となった埼玉県立入間高等学校の校舎を利用している。校名の「わかくさ」は、お茶畑を中心とする緑の多い入間市をイメージできるものであること、また、生徒たちの成長や今後の大いなる可能性を感じられる言葉であることに由来する。
学校教育目標として「私たちはもっと輝く。力強く社会へ。」を掲げ、自らの力と特性を自覚し、生徒同士で高め合い、地域の中で自分らしく自立と社会参加を実現できる人材の育成に取り組む。2018年より職業学科は3学年が揃った。

## 沿革
- 2016年（平成28年）4月1日 - 旧埼玉県立入間高等学校の校舎を利用し開校。

## 学科
普通科、職業学科を置く。普通科と職業学科の併置校としては県内初である。職業学科は生産技術科（食品衛生コース・農園芸コース・服飾デザインコース）、流通・サービス科（流通コース・接客サービスコース・メンテナンスコース）にそれぞれ分かれる。

### カフェわかくさ
喫茶店「カフェわかくさ」、パン工房「ベーカリー茶々」を開き、一般向けにコーヒーや焼き立てパンを販売している。原則毎週月曜日、金曜日の開店となる（長期休暇中は除く）。
また、アンテナショップとして、職業学科、普通科の生徒達が作った製品の販売もおこなっている。

## 交通
- 西武鉄道池袋線：入間市駅より入間市博物館・三井アウトレットパーク・二本木地蔵前・箱根ヶ崎駅行きバスで10分、「人事院研修所」バス停下車徒歩3分